# Andorra a 2014. évi téli olimpiai játékokon
Andorra az oroszországi Szocsiban megrendezett 2014. évi téli olimpiai játékok egyik részt vevő nemzete volt. Az országot az olimpián 3 sportágban 6 sportoló képviselte, akik érmet nem szereztek.

## Alpesisí
Férfi
| Versenyző          | Versenyszám            | 1. futam      | 1. futam      | 2. futam | 2. futam | Összesítés | Összesítés |
| Versenyző          | Versenyszám            | Idő           | Hely.         | Idő      | Hely.    | Idő        | Helyezés   |
| ------------------ | ---------------------- | ------------- | ------------- | -------- | -------- | ---------- | ---------- |
| Kevin Esteve       | Lesiklás               |               |               |          |          | 2:10,80    | 32.        |
| Marc Oliveras      | Lesiklás               |               |               |          |          | 2:12,76    | 40.        |
| Marc Oliveras      | Óriás-műlesiklás       | 1:26,40       | 41.           | 1:27,34  | 39.      | 2:53,74    | 38.        |
| Marc Oliveras      | Szuperóriás-műlesiklás |               |               |          |          | 1:22,02    | 34.        |
| Joan Verdu Sanchez | Óriás-műlesiklás       | nem ért célba | nem ért célba | kiesett  | kiesett  | kiesett    | kiesett    |

| Versenyző     | Versenyszám | Lesiklás | Lesiklás | Műlesiklás | Műlesiklás | Összesítés | Összesítés |
| Versenyző     | Versenyszám | Idő      | Hely.    | Idő        | Hely.      | Idő        | Helyezés   |
| ------------- | ----------- | -------- | -------- | ---------- | ---------- | ---------- | ---------- |
| Marc Oliveras | Összetett   | 1:57,08  | 33.      | 1:01,46    | 32.        | 2:58,54    | 31.        |

Női
| Versenyző        | Versenyszám      | 1. futam      | 1. futam      | 2. futam | 2. futam | Összesítés | Összesítés |
| Versenyző        | Versenyszám      | Idő           | Hely.         | Idő      | Hely.    | Idő        | Helyezés   |
| ---------------- | ---------------- | ------------- | ------------- | -------- | -------- | ---------- | ---------- |
| Mireia Gutierrez | Műlesiklás       | nem ért célba | nem ért célba | kiesett  | kiesett  | kiesett    | kiesett    |
| Mireia Gutierrez | Óriás-műlesiklás | nem ért célba | nem ért célba | kiesett  | kiesett  | kiesett    | kiesett    |

| Versenyző        | Versenyszám | Lesiklás | Lesiklás | Műlesiklás | Műlesiklás | Összesítés | Összesítés |
| Versenyző        | Versenyszám | Idő      | Hely.    | Idő        | Hely.      | Idő        | Helyezés   |
| ---------------- | ----------- | -------- | -------- | ---------- | ---------- | ---------- | ---------- |
| Mireia Gutierrez | Összetett   | 1:49,04  | 32.      | 53,26      | 15.        | 2:42,30    | 18.        |

## Biatlon
Női
| Versenyző    | Versenyszám   | Időeredmény | Lövőhiba    | Helyezés |
| ------------ | ------------- | ----------- | ----------- | -------- |
| Laure Soulie | 7,5 km sprint | 23:57,8     | 2 (1+1)     | 66.      |
| Laure Soulie | 15 km egyéni  | 50:04,2     | 3 (1+1+0+1) | 48.      |

## Snowboard
Snowboard cross
| Versenyző           | Versenyszám | Selejtező | Selejtező | Nyolcaddöntő | Negyeddöntő | Elődöntő | Döntő    | Helyezés |
| Versenyző           | Versenyszám | Idő       | Hely.     | Helyezés     | Helyezés    | Helyezés | Helyezés | Helyezés |
| ------------------- | ----------- | --------- | --------- | ------------ | ----------- | -------- | -------- | -------- |
| Lluis Marin Tarroch | Férfi       | törölve   | törölve   | 4.           | kiesett     | kiesett  | kiesett  | 25.      |